# Погосян, Гагик Хачатурович
Га́гик Хачату́рович Погося́н (арм. Գագիկ Պողոսյան, 9 сентября 1952, Ереван — 11 сентября 2001, Ереван) — армянский государственный и политический деятель.
- 1968—1973 — Ереванский техникум легкой промышленности. Техник-технолог.
- 1987—1991 — учился в Белгородском экономическом институте, затем на экономическом факультете Ставропольского университета. Получил специальность юриста в Ереванском университете им. Грачья Ачаряна.
- 1967—1970 — работал на Ереванском заводе «Электромотор».
- 1970—1975 — работал на обувной фабрике «Наири», на Ереванской фабрике ниток.
- 1975—1979 — начальник обувного производственного отдела «Масис».
- 1979—1991 — заведующий автозаправочной станцией в г. Ереван.
- С 1991 — руководитель армяно-итальянской компании «Имаг».
- 1995—1999 — депутат парламента. Член постоянной комиссии по обороне, внутренним делам и безопасности. Беспартийный.
- 1999—2000 — начальник контрольной службы премьер-министра Армении.
- С мая по ноябрь 2000 — был министром государственных доходов Армении.
- 2000—2001 — советник премьер-министра Армении.